# Evolución estelar

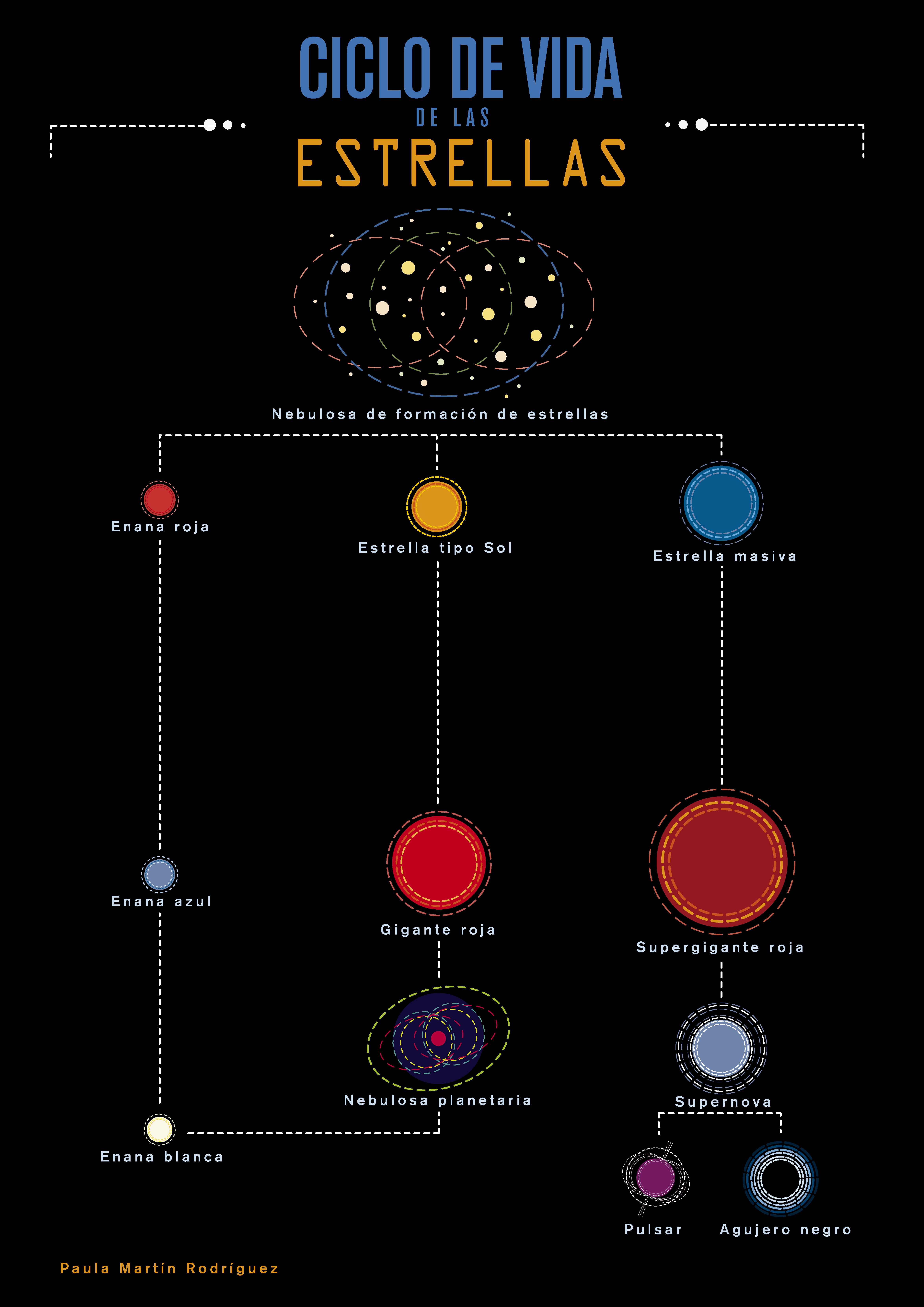
Esquema de la evolución estelar.

En astronomía, se denomina evolución estelar a la secuencia de cambios que una estrella experimenta a lo largo de su existencia.
Durante mucho tiempo se pensó que las estrellas eran enormes bolas de fuego perpetuo. En el siglo XIX aparecen las primeras teorías científicas sobre el origen de su energía: Lord Kelvin y Helmholtz propusieron que las estrellas extraían su energía de la gravedad contrayéndose gradualmente. Pero dicho mecanismo habría permitido mantener la luminosidad del Sol durante únicamente unas decenas de millones de años, lo que no concordaba con la edad de la Tierra medida por los geólogos, que ya entonces se estimaba en varios miles de millones de años. Esa discordancia llevó a la búsqueda de una fuente de energía distinta a la gravedad; en la década de 1920 Sir Arthur Eddington propuso la energía nuclear como alternativa. Hoy en día sabemos que la vida de las estrellas está regida por esos procesos nucleares y que las fases que atraviesan desde su formación hasta su muerte dependen de las tasas de los distintos tipos de reacciones nucleares y de cómo la estrella reacciona ante los cambios que en ellas se producen al variar su temperatura y composición internas. Así pues, la evolución estelar puede describirse como una batalla entre dos fuerzas: la gravitatoria, que desde la formación de una estrella a partir de una nube de gas tiende a comprimirla y a conducirla al colapso gravitatorio, y la nuclear, que tiende a oponerse a esa contracción a través de la presión térmica resultante de las reacciones nucleares. Aunque finalmente el ganador de esta batalla es la gravedad (ya que en algún momento la estrella no tendrá más combustible nuclear que emplear), la evolución de la estrella dependerá, fundamentalmente, de su masa inicial y, en segundo lugar, de su metalicidad y su velocidad de rotación así como de la presencia de estrellas compañeras cercanas. 
Una estrella de metalicidad solar, baja velocidad de rotación y sin compañeras cercanas, atraviesa las siguientes fases, conforme a su masa inicial:
| Rango de masas    | Rango de masas | Rango de masas            | Rango de masas | Rango de masas            | Rango de masas |     | Fases evolutivas             | Fases evolutivas | Fases evolutivas             | Fases evolutivas | Fases evolutivas             | Fases evolutivas | Fases evolutivas             | Fases evolutivas | Fases evolutivas             | Fases evolutivas | Fases evolutivas             |           | Destino final |
| Masa baja:        |                |                           | M              | {\displaystyle \lesssim } | 0,5 MSol       | PSP | {\displaystyle \rightarrow } | SP               | {\displaystyle \rightarrow } | SubG             | {\displaystyle \rightarrow } | GR               | {\displaystyle \rightarrow } |                  |                              |                  |                              | EB        |               |
| Masa intermedia:  | 0,5 MSol       | {\displaystyle \lesssim } | M              | {\displaystyle \lesssim } | 9 MSol         | PSP | {\displaystyle \rightarrow } | SP               | {\displaystyle \rightarrow } | SubG             | {\displaystyle \rightarrow } | GR               | {\displaystyle \rightarrow } | AR/RH            | {\displaystyle \rightarrow } | RAG              | {\displaystyle \rightarrow } | NP+EB     |               |
| Masa elevada:     | 9 MSol         | {\displaystyle \lesssim } | M              | {\displaystyle \lesssim } | 30 MSol        | PSP | {\displaystyle \rightarrow } | SP               | {\displaystyle \rightarrow } | SGAz             | {\displaystyle \rightarrow } | SGAm             | {\displaystyle \rightarrow } | SGR              | {\displaystyle \rightarrow } |                  |                              | SN+EN     |               |
| Masa muy elevada: | 30 MSol        | {\displaystyle \lesssim } | M              |                           |                | PSP | {\displaystyle \rightarrow } | SP               | {\displaystyle \rightarrow } | SGAz/WR          | {\displaystyle \rightarrow } | VLA              | {\displaystyle \rightarrow } | WR               | {\displaystyle \rightarrow } |                  |                              | SN/BRG+AN |               |

Los 
- PSP: Presecuencia principal
- SP: Secuencia principal
- SubG: Subgigante
- GR: Gigante roja
- AR: Apelotonamiento rojo
- RH: Rama horizontal
- RAG: Rama asintótica gigante
- SGAz: Supergigante azul
- SGAm: Supergigante amarilla
- SGR: Supergigante roja
- WR: Estrella Wolf-Rayet
- VLA: Variable luminosa azul

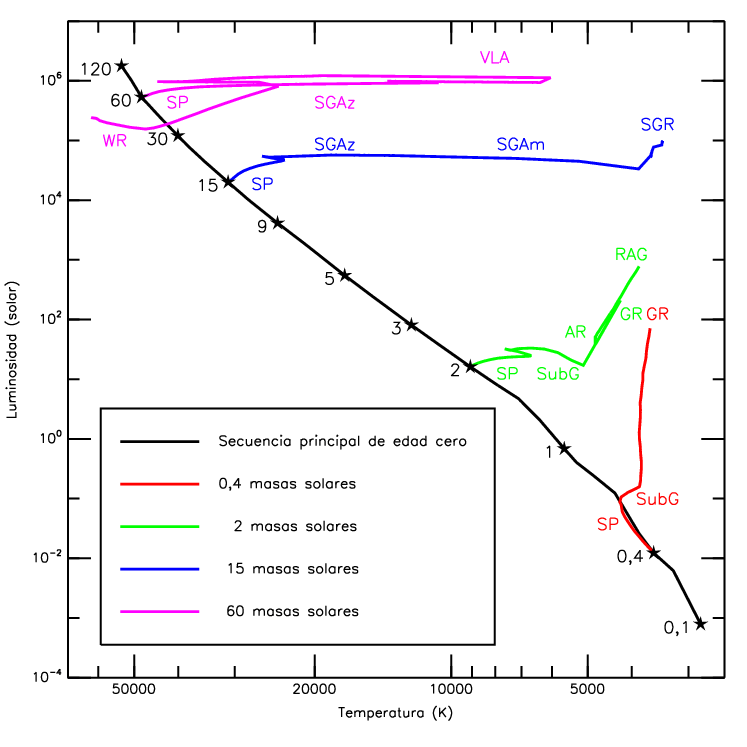
Trayectorias evolutivas de estrellas de distintas masas representadas en un diagrama de Hertzsprung-Russell.

Una estrella puede morir en forma de:
- EM: Enana marrón
- NP: Nebulosa planetaria
- SN: Supernova
- HN: Hipernova
- BRG: Brote

- EB: Enana blanca
- EN: Estrella de neutrones
- AN: Agujero negro

Las fases y los valores límites de las masas entre los distintos tipos de posibles evoluciones dependen de la metalicidad, de la velocidad de rotación y de la presencia de compañeras. Así, por ejemplo, algunas estrellas de masa baja o intermedia con una compañera cercana, o algunas estrellas muy masivas y de baja metalicidad, pueden acabar su vida destruyéndose por completo sin dejar ningún remanente estelar. 
El estudio de la evolución estelar está condicionado por sus escalas temporales, casi siempre muy superiores a la de una vida humana. Por ello no se puede analizar el ciclo de vida completo de cada estrella individualmente, sino que es necesario realizar observaciones de muchas de ellas, cada una en un punto distinto de su evolución, a modo de instantáneas de este proceso. En este aspecto es fundamental el estudio de los cúmulos estelares, los que esencialmente son colecciones de estrellas de edad y metalicidad similares pero con un amplio rango de masas. Esos estudios luego se comparan con modelos teóricos 

## La presecuencia principal (PSP): De la nube molecular al inicio del quemado de hidrógeno

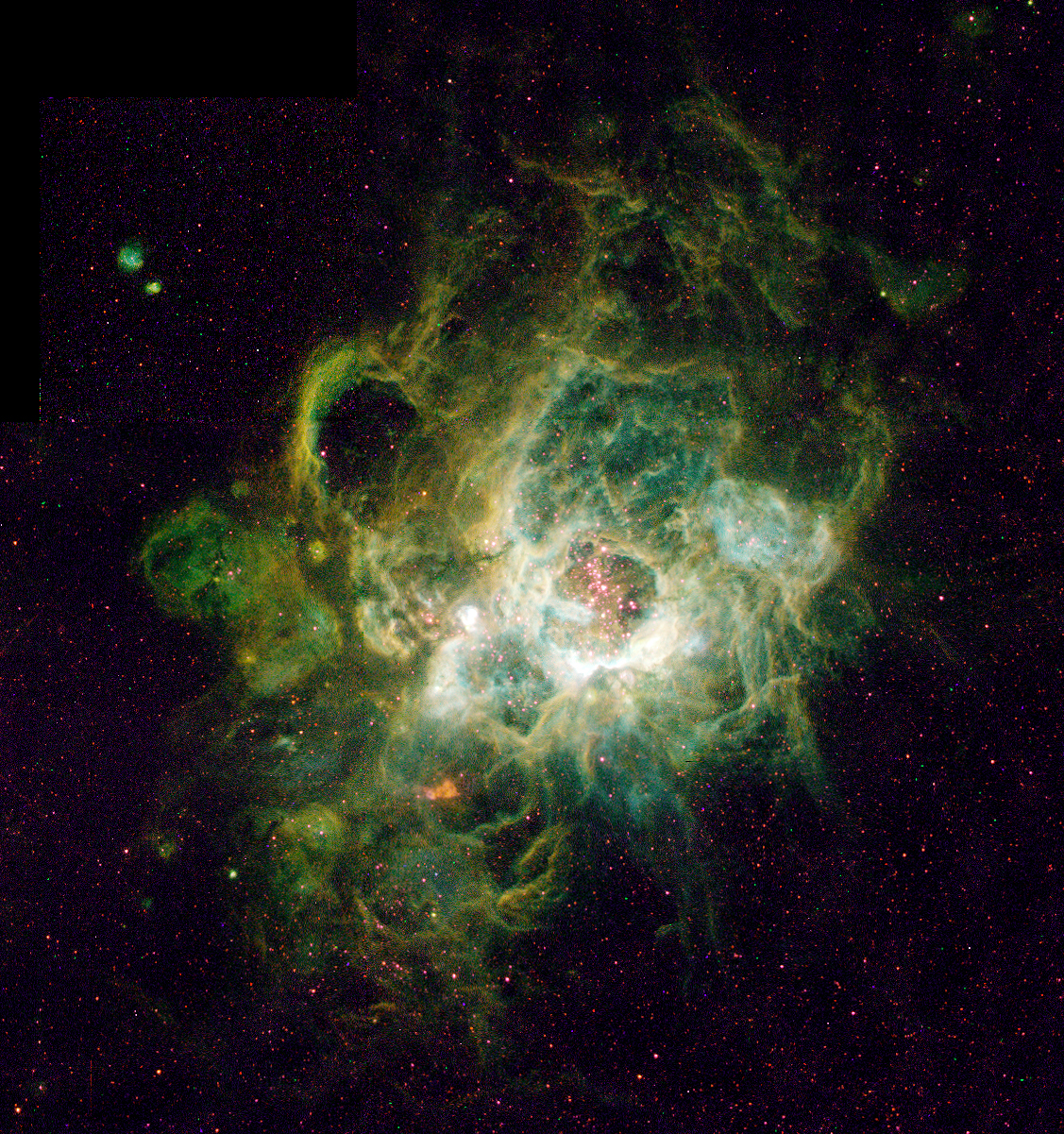
NGC 604, una región gigante de formación estelar en la Galaxia del Triángulo

Las estrellas se forman a partir del colapso gravitatorio y condensación de inmensas nubes moleculares de gran densidad, tamaño y masa total. La metalicidad de las estrellas que se formen a partir la nube de gas será la que posea la propia nube. Normalmente, una misma nube produce varias estrellas formando cúmulos abiertos con decenas y hasta centenares de ellas. Estos fragmentos de gas se convertirán en discos de acreción o de acrecimiento de los cuales surgirán planetas si la metalicidad es lo suficientemente elevada.
Sea como fuere, el gas prosigue su caída hacia el centro de la nube. Este centro o núcleo de la protoestrella se comprime más deprisa que el resto liberando mayor energía potencial gravitatoria. Aproximadamente la mitad de esa energía se irradia y la otra mitad se invierte en el calentamiento de la protoestrella. De esta forma el núcleo aumenta su temperatura cada vez más hasta encender el hidrógeno, momento en el cual la presión generada por las reacciones nucleares asciende rápidamente hasta equilibrar la gravedad.
La masa de la nube determina también la masa de la estrella. No toda la masa de la nube llega a formar parte de la estrella. Gran parte de ese gas es expulsado cuando el «nuevo sol» empieza a lucir. Cuanto más masiva sea esta nueva estrella más intenso será su viento estelar llegando al punto de detener el colapso del resto del gas. Existe, por ese motivo, un límite máximo en la masa de las estrellas que se pueden formar en torno a las 120 o 200 masas solares. La metalicidad reduce ese límite, algo incierto, debido a que los elementos son más opacos al paso de la radiación cuanto más pesados. Por lo tanto una mayor opacidad hace que el gas frene su colapso más rápidamente por acción de la radiación.
La continua lucha entre la gravedad, que tiende a contraer la joven estrella, y la presión producida por el calor generado en las reacciones termonucleares de su interior, es el principal factor que determina a partir de entonces la evolución de la estrella.

## La secuencia principal (SP): La fase más larga de la vida de las estrellas

Esquema de estrellas en su secuencia principal: Las zonas con convección aparecen representadas por bucles mientras que las zonas de radiación se representan por flechas quebradas. En la gráfica se representa una enana roja, una naranja de tamaño medio y una gigante azul.

Se llama secuencia principal a la fase en que la estrella quema hidrógeno en su núcleo mediante fusión nuclear. Aquí la estructura de la estrella consta esencialmente de un núcleo donde tiene lugar la fusión del hidrógeno al helio, y una envoltura que transmite la energía generada hacia la superficie. La mayor parte de las estrellas pasan el 90% de su vida, aproximadamente, en la secuencia principal del diagrama de Hertzsprung-Russell. En esta fase las estrellas consumen su combustible nuclear de manera gradual pudiendo permanecer estables por períodos de 2-3 millones de años, en el caso de las estrellas más masivas y calientes, a miles de millones de años si se trata de estrellas de tamaño medio como el Sol, o hasta decenas o incluso centenares de miles de millones de años en el caso de estrellas de poca masa como las enanas rojas. Lentamente, la cantidad de hidrógeno disponible en el núcleo disminuye, con lo que este ha de contraerse para aumentar su temperatura y poder detener su colapso gravitacional. Las temperaturas del núcleo estelar más elevadas permiten fusionar, progresivamente, nuevas capas de hidrógeno sin procesar. Por este motivo las estrellas aumentan su luminosidad durante la etapa de secuencia principal de forma paulatina y regular. 
En una estrella de secuencia principal distinguimos dos modos de quemar el hidrógeno del núcleo, las cadenas PP o cadenas protón-protón y el ciclo CNO o ciclo de Bethe.
Las cadenas protón-protón se llaman así porque son el conjunto de reacciones que parten de la fusión de un ion de hidrógeno con otro igual, o lo que es lo mismo, de un protón con otro protón. Las siglas del ciclo CNO hacen referencia a los elementos que intervienen en sus reacciones, el carbono, el nitrógeno y el oxígeno. Este conjunto de reacciones usa el carbono-12 como catalizador nuclear. El ciclo CNO es mucho más sensible (dependiente) a la temperatura que las cadenas PP, por lo que a temperaturas elevadas (a partir de 2 × 107K) pasa a ser la reacción dominante y la que aporta el grueso de la energía de la estrella; esto ocurre en estrellas más masivas que aproximadamente 1,5 masas solares. Debido a esa gran dependencia con la temperatura, los núcleos de las estrellas en las que predomina la cadena protón-protón son pequeños y radiativos, mientras que aquellos en los que domina el ciclo CNO son mayores y convectivos. El menor tiempo limitante de las estrellas CNO también hace que consuman en mucho menos tiempo su hidrógeno.

## La evolución posterior a la secuencia principal: La vejez de las estrellas
Cuando el hidrógeno desaparece en el centro de la estrella, la estrella comienza su vejez. A partir de este momento, su evolución será muy distinta en función de su masa.

### Estrellas de masa baja e intermedia ( M < 9 MSol)

#### Fase de subgigante (SubG)
Cuando una estrella de menos de 9 masas solares agota el hidrógeno en su núcleo, empieza a quemarlo en una capa alrededor de éste. Como resultado, la estrella aumenta de tamaño y su superficie se enfría, por lo que se mueve hacia la derecha en el diagrama Hertzsprung-Russell sin variar mucho su luminosidad. Esta fase es la de subgigante y es un estado intermendio entre la secuencia principal y la fase de gigante roja.

#### Fase de gigante roja (GR)
Al evolucionar una subgigante hacia la derecha (temperaturas más bajas) en el diagrama de Hertzsprung-Russell, en un momento dado la atmósfera de la estrella alcanza un valor crítico de la temperatura que hace que la luminosidad aumente espectacularmente mientras que la estrella se hincha hasta alcanzar un radio cercano a los 100 millones de km: la estrella se ha convertido así en una gigante roja. Se estima que dentro de unos 3-4 mil millones de años el Sol llegará a esta condición y devorará a Mercurio, a Venus y quizás a la Tierra.
Al igual que una subgigante, una gigante roja deriva su energía de quemar hidrógeno en helio en una capa alrededor de su núcleo inerte de helio. La fase de gigante roja termina cuando dicho helio comienza también a fusionarse mediante el proceso triple-alfa. En estrellas con masa inferior a 0,5 masas solares, la temperatura central nunca llega a ser lo suficientemente alta como para que se active el proceso triple-alfa, por lo que para ellas esta es la última fase en la que la estrella se soporta a sí misma con reacciones nucleares.
Durante la fase de gigante roja se produce el «primer dragado» (first dredge-up en inglés), en el que el material procesado nuclearmente en el interior de la estrella es transportado por la convección (propia de la envoltura de las gigantes rojas) hasta la superficie, tornándose así detectable.

#### Fase del apelotonamiento rojo (AR) o de la rama horizontal (RH)
Al encenderse el helio en estrellas de más de 0,5 MSol de masa inicial, la luminosidad de la estrella desciende ligeramente y su tamaño disminuye. Para estrellas de metalicidad solar, la temperatura superficial no varía mucho con respecto a la fase de gigante roja y esta fase recibe el nombre de apelotonamiento rojo (en inglés, red clump) pues las estrellas de masas similares aparecen agrupadas alrededor de un punto del diagrama Hertzsprung-Russell. Para estrellas de menor metalicidad, la temperatura superficial aumenta y esta fase recibe el nombre de rama horizontal (en inglés, horizontal branch), pues las estrellas de masas similares aparecen distribuidas a lo largo de una línea de temperatura variable y luminosidad constante en dicho diagrama.
El proceso de quemado o fusión del helio se lleva a cabo por un conjunto de reacciones que reciben el nombre de triple-alfa porque consiste en la transformación de tres núcleos de helio-4 en uno de carbono-12. A estas alturas el núcleo ha incrementado su densidad y su temperatura hasta llegar a los 100 millones de K (108 K). En la etapa de fusión del hidrógeno el berilio-8 era un elemento inestable que se descomponía en dos partículas alfa tal y como se ve en la cadena PP III y a las temperaturas de la segunda etapa de fusión sigue siéndolo. Ocurre que, a pesar de su inestabilidad, un buen porcentaje del berilio producido por la fusión de dos núcleos de helio-4 acaba uniéndose a otra partícula alfa antes de que tenga tiempo de desintegrarse. Así, en el núcleo de la estrella siempre hay una cierta cantidad de berilio en un equilibrio que resulta del balance entre el fabricado y el que se desintegra. La siguiente reacción de conversión del carbono en oxígeno se produce a continuación con relativa frecuencia. El problema es que se desconoce la sección eficaz de dicha reacción por lo que no se sabe en qué proporciones se forman ambos elementos. Por lo que respecta a la transformación del oxígeno-16 en neón-20 esta tiene una contribución pequeña pero no despreciable. Por último, apenas unas pocas trazas de magnesio se producirán en esta segunda etapa.
Del helio se pasa al carbono y al oxígeno así que los elementos intermedios (Be, B y Li) no se forman en las estrellas. Estos se fabrican en el medio interestelar por las desintegraciones del carbono, nitrógeno y oxígeno producidas por los rayos cósmicos (protones y electrones). Otro aspecto interesante en la fusión del helio es el cuello de botella que se produce al no poderse fabricar elementos con masas atómicas de valores 5 y 8 ya que los isótopos con dicho número másico son siempre altamente inestables. Así, las interacciones entre el helio-4 y otros protones u otros núcleos de helio-4 no influyen en la composición de la estrella pero sí que, a la larga, irán entorpeciendo cada vez más hasta reducir enormemente el rendimiento de las reacciones de fusión del hidrógeno.

#### Fase de la rama asintótica de las gigantes (RAG)
Llegado el momento, el helio del núcleo de la estrella se agota de la misma manera que antes se agotó el hidrógeno al final de la secuencia principal. La estrella pasa entonces a quemar el helio en capa y la estrella vuelve a escalar el diagrama Hertzsprung-Russell mientras su temperatura superficial se reduce y la estrella se vuelve a hinchar. Como la trayectoria seguida se asemeja a la que hizo antes en la fase de gigante roja, esta fase se conoce como la rama asintótica de las gigantes (en inglés, asymptotic giant branch). La estrella acabará hinchándose hasta un tamaño de aproximadamente el doble del que consiguió en la fase de gigante roja.
En esta fase la estrella alcanza la mayor luminosidad que jamás conseguirá, ya que al terminarla se quedará sin combustible nuclear. En ella se producen el segundo y el tercer dragados, en los que material reprocesado nuclearmente aflora en la superficie. Así mismo, al final de esta fase la estrella puede conseguir reactivar el quemado de hidrógeno en una capa relativamente externa de la estrella. La posibilidad de quemar dos especies distintas (hidrógeno y helio) en dos regiones de la estrella inducirá una inestabilidad que dará lugar a pulsos térmicos, los cuales causarán un fuerte aumento en la pérdida de masa de la estrella. Así, la estrella acabará expulsando sus capas exteriores en forma de nebulosa planetaria ionizada por el núcleo de la estrella, el cual acabará por convertirse en una enana blanca.

### Estrellas de masa elevada ( 9 MSol< M < 30 MSol)

Capas de fusión en una estrella agonizante en sus últimos momentos antes del colapso final.

Las estrellas de masa superior a 9 MSol tienen una evolución radicalmente distinta a las de masa inferior por tres razones:
1. Las temperaturas en su interior son lo suficientemente altas como para quemar los elementos resultantes del proceso triple-alfa en fases sucesivas hasta llegar al hierro.
2. La luminosidad es tan elevada que la evolución posterior a la secuencia principal dura únicamente de uno a unos pocos millones de años.
3. Las estrellas masivas experimentan tasas de pérdida de masa mucho mayores que las de masa inferior. Ese efecto condicionará su desplazamiento en el diagrama de Hertzsprung-Russell.

Así pues, las estrellas de más de 9 MSol atravesarán fases sucesivas de quemado de hidrógeno, helio, carbono, neón, oxígeno y silicio. Al final de dicho proceso, la estrella acabará con una estructura interna similar a la de una cebolla, con diversas capas, cada una de una composición distinta.

#### Fases de supergigante azul (SGAz) y supergigante amarilla (SGAm)
Al acabar de quemar hidrógeno en la secuencia principal, las estrellas de masa elevada se mueven rápidamente en el diagrama Hertzsprung-Russell de izquierda a derecha, esto es, manteniendo una luminosidad constante pero con su temperatura superficial decreciendo rápidamente. Así pues, la estrella pasa rápidamente (en decenas de miles de años o incluso menos) por las fases de supergigante azul (temperatura superficial en torno a los 20.000 K) y supergigante amarilla (temperatura superficial en torno a los 6.000 K) y, en la mayoría de los casos, casi todo el quemado del helio se produce ya en la siguiente fase (la de supergigante roja). No obstante, para algunas masas y metalicidades, los modelos teóricos. predicen que el quemado de helio se producirá cuando la superficie de la estrella esté relativamente caliente. En esos casos, las fases de supergigante azul y/o amarilla podrán ser relativamente longevas (centenares de miles a un millón de años).

#### Fase de supergigante roja (SGR)
Las estrellas con masas comprendidas entre 9 MSol y {\displaystyle \approx }30 MSol y metalicidad solar acaban sus vidas como supergigantes rojas. Estos objetos son las estrellas más grandes (en tamaño) del universo, con radios de varias unidades astronómicas. Las supergigantes rojas tienen elevadas tasas de pérdida de masa, lo que hace que a su alrededor existan grandes cantidades de material expulsado por la estrella. 
Como ya se ha comentado, una estrella de este rango de masas es capaz de quemar distintos elementos hasta llegar al hierro. A partir de ahí, ya no es posible extraer energía de reacciones nucleares y se desencadena una supernova de colapso gravitatorio. El remanente estelar será en la mayoría de los casos una estrella de neutrones.

### Estrellas de masa muy elevada ( M > 30 MSol)
Al igual que las estrellas de entre 9 MSol y 30 MSol, las estrellas de este grupo (las más masivas de todas), son capaces de seguir quemando nuclearmente distintos elementos hasta llegar al hierro y producir una supernova. Sin embargo, existen dos diferencias fundamentales con el rango de masas anterior:
1. Las tasas de pérdida de masa son tan elevadas que la estrella no se puede desplazar hasta el extremo derecho del diagrama Hertzsprung-Russell para formar una supergigante roja.
2. El remanente final será en la mayoría de los casos un agujero negro en vez de una estrella de neutrones.

Las estrellas de masa muy elevada son las más difíciles de modelar numéricamente y las más sensibles a la influencia de otros parámetros como la metalicidad o la velocidad de rotación. Por esa razón, el límite de 30 MSol que las separa de las del grupo anterior es (a) relativamente incierto y (b) muy dependiente de esos parámetros secundarios.

#### Fase de variable luminosa azul (VLA)
Mientras agotan su hidrógeno, las estrellas de masa muy elevada se desplazan a la derecha para convertirse en supergigantes azules, al igual que lo hacen las estrellas de masas comprendidas entre 9 MSol y 30 MSol. Al hacerlo, aumenta la opacidad de sus atmósferas y se acercan peligrosamente al límite de Eddington. Esto hace que entren en una fase altamente inestable llamada de variable luminosa azul (VLA, en inglés, luminous blue variable o LBV) durante la cual se desprenden de sus capas exteriores. La VLA más famosa es Eta Carinae, la cual expulsó unas 10 masas solares de material en una eyección de materia que tuvo lugar a mediados del S XIX.

#### Fase de estrella Wolf-Rayet (WR)
Como consecuencia de la fuerte pérdida de masa de las estrellas más masivas, especialmente durante la fase de VLA, dichos objetos acaban por despojarse de sus capas más externas para presentar unas atmósferas con muy bajos o nulos contenidos de hidrógeno. Dichas estrellas se llaman Wolf-Rayet y se caracterizan por tener intensas líneas de emisión de elementos como el helio, el carbono, el nitrógeno y el oxígeno. Otra característica peculiar de estas estrellas es la gran diferencia en masa entre su estado actual y su estado inicial, así como que sean menos luminosas que sus estrellas progenitoras. Así, una estrella Wolf-Rayet de 8 masas solares bien pudo iniciar su vida en la secuencia principal con 100 MSol. Las estrellas más masivas de todas llegan a tener vientos estelares tan fuertes que se desprenden de sus capas exteriores de hidrógeno incluso antes de llegar a la fase de VLA. 
Al final de la fase Wolf-Rayet, la estrella agota su combustible nuclear y muere produciendo un brote de rayos gamma.

## El destino final de las estrellas: muertes más o menos violentas

### Nebulosa planetaria + enana blanca (M < 5 MSol)

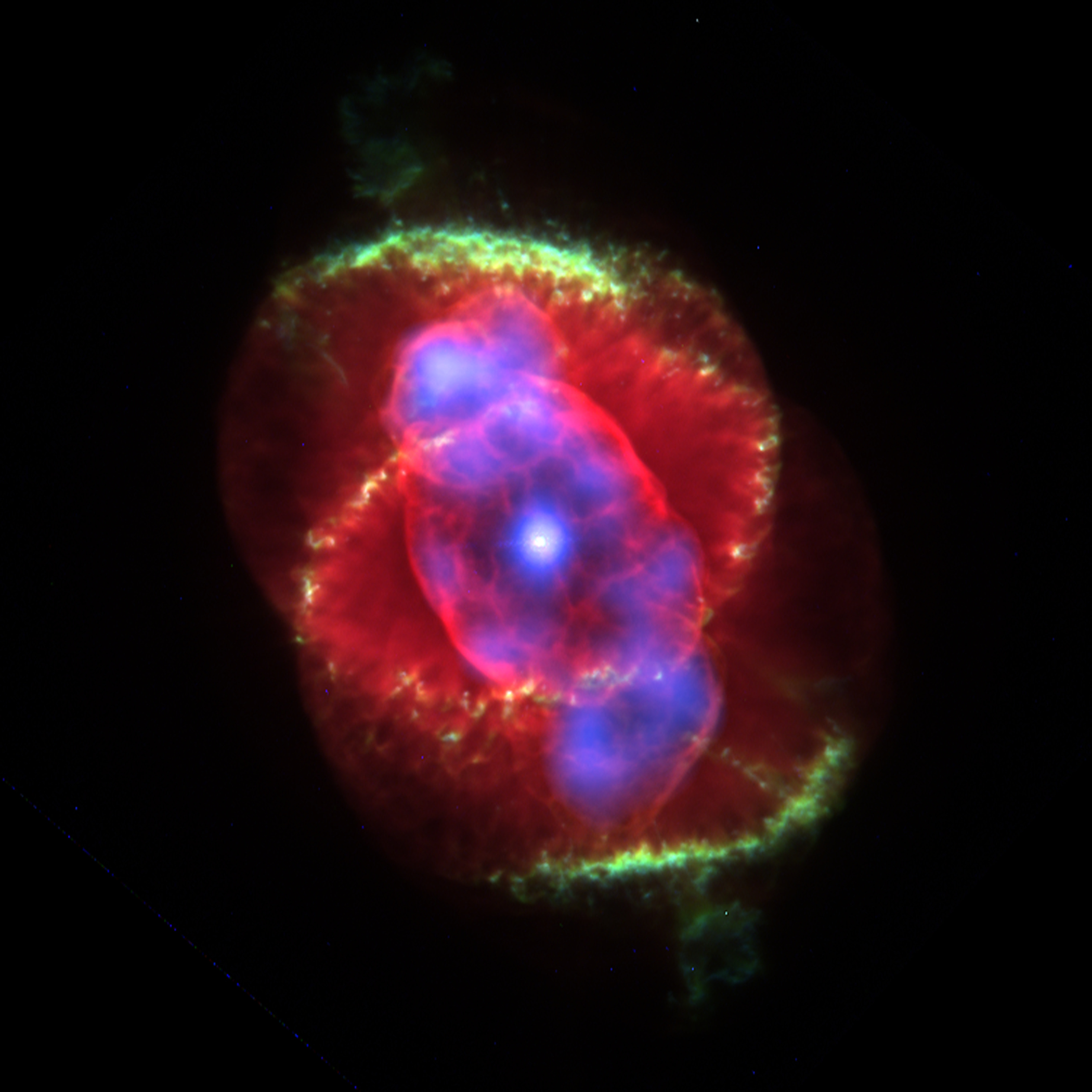
La nebulosa Ojo de gato es una nebulosa planetaria que se formó tras la muerte de una estrella de masa similar a la del Sol. El punto luminoso en el centro señala la ubicación del remanente estelar.

Las estrellas de masa inferior a 5 masas solares expulsan sus capas exteriores durante la fase de gigante roja y, sobre todo, la fase de rama asintótica gigante (las de más de 0,5 masas solares). El remanente estelar resultante es el núcleo degenerado desnudo de la estrella, con una composición rica en carbono y oxígeno en la mayoría de los casos (aunque para las estrellas de menor masa el elemento dominante es el helio y para las de mayor masa también puede haber neón). Dicho remanente es una enana blanca y su superficie está inicialmente a temperaturas muy elevadas, del orden de 100.000 K. La radiación emitida por la estrella ioniza las capas recientemente expulsadas, dando lugar a una nebulosa de emisión del tipo nebulosa planetaria. Así pues, las estrellas aisladas de masa baja e intermedia acaban sus vidas de una forma relativamente poco violenta.
La nebulosa planetaria es observable ópticamente durante una decena de miles de años mientras la enana blanca central es lo suficientemente caliente como para ionizar el hidrógeno de su entorno. Las enanas blancas se enfrían rápidamente, aunque a una tasa cada vez menor. Una enana blanca carece de fuentes adicionales de energía (excepto durante el periodo de cristalización), por lo que su luminosidad procede de su propia energía térmica. Así, su temperatura decaerá hasta alrededor de los 2000 K, al bajar la temperatura la presión de degeneración de los electrones no es suficiente para detener el colapso gravitatorio y por efecto Bysen-BoH se producen las llamadas novas de clase II, explosiones muy energéticas que se creen vitales para la formación de organismos vivos.

### Supernova/brote de rayos gamma + estrella de neutrones/agujero negro/nada (M > 9-10 MSol)
Las estrellas de más de 9-10 masas solares (el valor exacto del límite no se conoce con precisión y puede depender de la metalicidad) evolucionan a través de todas las fases de fusión hasta llegar al «pico del hierro» para agotar así toda la energía potencial nuclear de que disponen. Las últimas fases de quemado transcurre cada una más rápidamente que la anterior hasta llegar a la fusión del silicio en hierro, que tiene lugar en una escala de días. El núcleo, incapaz de generar más energía, no puede aguantar su propio peso ni el de la masa que tiene por encima, por lo que colapsa. Durante la contracción gravitatoria final se producen una serie de reacciones que fabrican multitud de átomos más pesados que el hierro mediante procesos de captura de neutrones y de protones. Dependiendo de la masa de ese núcleo inerte el remanente que quedará será una estrella de neutrones o un agujero negro. Cuando el remanente inicial sea una estrella de neutrones, una onda de choque se propagará por las capas exteriores, las cuales saldrán rebotadas hacia fuera. Dichas capas reciben además un excedente de energía de las reacciones nucleares producidas en el último estertor de la estrella, buena parte de él en forma de neutrinos. La conjunción de esos dos efectos da lugar a una supernova de colapso gravitatorio. 
En función de la masa y de la metalicidad tenemos cuatro posibles destinos para las estrellas masivas y muy masivas:
- Para la mayoría de las estrellas el remanente inicial será una estrella de neutrones y se producirá una supernova.
- Si la masa inicial de la estrella es superior a unas 30 masas solares (el límite exacto depende de la metalicidad), parte de las capas exteriores no podrán escapar a la atracción gravitatoria de la estrella de neutrones y caerán sobre esta provocando un segundo colapso para formar un agujero negro como remanente final. Este segundo colapso produce un brote de rayos gamma.
- En estrellas de masa superior a 40 MSol y baja metalicidad el remanente inicial es un agujero negro, por lo que las capas exteriores no podrían en principio rebotar contra él para producir una supernova. No obstante, los modelos actuales no descartan que se pueda producir una supernova débil, sobre todo si la velocidad de rotación de la estrella es elevada. Este grupo de objetos también produce un brote de rayos gamma.
- Para el infrecuente caso de estrellas de muy baja metalicidad y masa entre 140 MSol y 260 MSol existe una última posibilidad: una explosión de supernova producida por la creación de pares electrón-positrón. En dicho caso la estrella se desintegra por completo sin dejar un remanente.

## El efecto en la evolución de la metalicidad, la rotación y la presencia de estrellas compañeras

### La metalicidad
Las primeras estrellas del Universo estaban compuestas de forma casi exclusiva por hidrógeno y helio. La nucleosíntesis estelar y posterior expulsión al medio interestelar ha enriquecido de metales (elementos más pesados que el helio) las generaciones sucesivas de estrellas. Así, cuando el Sol se formó, aproximadamente el 2% de su masa eran metales. La metalicidad tiene los siguientes efectos sobre las estrellas:
- En la secuencia principal, una estrella pobre en metales es más pequeña en tamaño y su atmósfera es algo más caliente que la de una estrella de la misma masa más rica en metales. Este efecto se debe a que los metales aumentan la opacidad de una estrella, haciendo que se absorba más radiación en su atmósfera, incrementándose en consecuencia su tamaño.
- Para la mayoría de las estrellas de masa intermedia la metalicidad es un factor crucial a la hora de decidir si el quemado de helio en núcleo se produce en la fase del apelotonamiento rojo o en la de la rama horizontal.
- Para las estrellas masivas, la metalicidad determina la tasa de pérdida de masa por vientos estelares: a mayor metalicidad, más masa perdida. Esto hace que las fases que atraviesa una estrella dependan fuertemente de su contenido en metales. Por ejemplo, la fase final de una estrella de metalicidad solar y 40 masas solares es la Wolf-Rayet, mientras que una estrella de la misma masa y menor metalicidad (con una tasa de pérdida de masa mucho menor) la fase final es la de supergigante roja.
- Como consecuencia de lo anterior, la masa del remanente de una estrella también dependerá de su metalicidad. Así, se cree que ninguna de las estrellas de metalicidad claramente superior a la solar es capaz de retener suficiente masa como para convertirse en un agujero negro.

### La rotación
Cuando una estrella gira a gran velocidad su estructura interna puede ser muy diferente de la de una estrella (sol) que rota lentamente. La aceleración centrífuga hace que la estrella se expanda en su región ecuatorial y deje de tener simetría esférica. El ensanchamiento ecuatorial va acompañado de una diferencia de temperatura en función de la latitud. Por ejemplo, Vega (α Lyrae), una de las estrellas más brillantes del cielo y una rotadora rápida
(en su ecuador la velocidad es de 275 km/s), tiene una temperatura polar de 10.150 K y una temperatura ecuatorial de 7.900 K. La rotación también provoca cambios en la tasa de pérdida de masa, con dos efectos distintos que favorecen su aumento: en los polos la mayor temperatura hace aumentar la presión de la radiación mientras que en el ecuador la aceleración centrífuga hace disminuir la gravedad efectiva. Una elevada rotación también hace que la luminosidad global sea mayor y que se produzca un mezclado mayor en el interior de la estrella, con la consecuencia de que el tiempo de vida aumenta al incrementarse el combustible nuclear disponible. Todos estos efectos interaccionan a su vez con la metalicidad de la estrella, pudiendo alterar las fases que una estrella masiva atraviesa al dejar la secuencia principal. Así, por ejemplo, que una estrella de 30 masas solares iniciales se convierta en una Wolf-Rayet o en una supergigante roja depende de su velocidad de rotación inicial.

### La presencia de estrellas compañeras
Al dejar la secuencia principal una estrella se hincha. Si tiene una compañera cercana orbitando a su alrededor, la expansión puede llegar al punto de llenar el lóbulo de Roche de la estrella primaria, por lo que la atmósfera de esta empieza a verterse sobre la secundaria. A partir de ese punto la evolución de ambas estrellas puede verse profundamente alterada, tanto en cuanto a sus masas y temperaturas superficiales como en cuanto a las fases que atraviesan y su destino final. Existen diversos posibles destinos finales de un sistema binario en el que las dos compañeras se hallan a corta distancia. Entre los más relevantes están las supernovas de tipo Ia, los sistemas binarios de rayos X y los brotes de rayos gamma de corta duración.

## Escalas de tiempo en la vida de las estrellas
Las estrellas son sistemas que permanecen estables durante la mayor parte de su vida. Pero los cambios de una fase a otra son etapas de transición que se rigen en escalas de tiempo mucho más cortas. A pesar de eso casi todas las escalas temporales superan con mucho a la humana. Podemos distinguir tres escalas de tiempo fundamentales:

### Escala de tiempo dinámica
Esta es la escala de tiempo que rige en las ocasiones en que se produce una gran descompensación entre presión y gravedad. Esto es así en los momentos finales de la vida de una estrella cuando las reacciones nucleares que sostienen a la estrella agotan su combustible y se vuelven incapaces de frenar el colapso. Dicha escala de tiempo es del orden de:
Así, para el Sol el tiempo dinámico es de 1600 segundos, o sea, media hora aproximadamente. Como se ve, si una de las dos fuerzas fallase, los acontecimientos se sucederían muy rápidamente hasta volver a restaurar el equilibrio.

### Escala de tiempo térmica
Esta es la escala de tiempo que mide cuánto puede subsistir la estrella con una determinada luminosidad a partir de sus reservas de energía potencial gravitatoria (Ω). Esta escala de tiempo se denomina también Tiempo de Kelvin. Esta escala, por ejemplo, es la que rige la vida de las protoestrellas. Su valor es del orden de:
Para el Sol esto da unos 20 millones de años. Durante un tiempo esta fue la única hipótesis para explicar la emisión de energía del Sol, y fue un gran misterio la discordancia entre esta breve escala de tiempo, frente a los registros geológicos que databan de miles de millones de años atrás. Esta situación se mantuvo hasta que se descubrió la energía nuclear.

### Escala de tiempo nuclear
La escala de tiempo nuclear mide cuánto puede subsistir la estrella a partir de sus reservas de hidrógeno, helio o el combustible que esté quemando en ese momento. Su valor aproximado para el caso del hidrógeno es de:
Para el Sol esto arroja unos 9 mil millones de años, que es un valor aproximado para la estancia del Sol en la secuencia principal. 
Queda claro pues que: {\displaystyle \tau _{din}<\!<\tau _{ter}<\!<\tau _{nuc}} .